# Lazard Frères Gestion
Lazard Frères Gestion est une société de gestion d'actifs française exerçant également une activité de banque privée, filiale du groupe Lazard. Elle est présidée par François-Marc Durand. À fin 2023, la société gère 40,3 milliards d'euros pour le compte de clients institutionnels et privés en France et à l'international.
La société s'illustre en outre par ses opérations de mécénat, regroupées depuis 2020 au sein de la Fondation Lazard Frères Gestion-Institut de France, qui œuvre principalement en faveur de la sauvegarde du patrimoine culturel et de la restauration d'œuvres d'art.

## Histoire et structure
L'activité de gestion d'actifs au sein du groupe Lazard apparaît initialement à Londres en 1953[source insuffisante]. Le groupe Lazard étant alors décentralisé, cette même activité se développe de manière indépendante à Paris dans le courant des années 1960 et aux États-Unis en 1970 avec la création de la société Lazard Asset Management[source insuffisante]. En France, la modernisation des structures d'investissement dans le courant des années 1980 amène Lazard à créer en 1989 la société Somargest, spécialisée dans la gestion de portefeuilles. La société Lazard Frères Gestion est quant à elle créée en 1995 pour regrouper les activités de gestion d'actifs du groupe Lazard en France. Celle-ci absorbe peu après la société Somargest. En 1997, les activités de gestion d'actifs au Royaume-Uni et aux États-Unis fusionnent au sein d'une seule entité qui conserve le nom Lazard Asset Management.
Dès lors, le groupe Lazard possède, au niveau mondial, deux sociétés de gestion d'actifs : Lazard Asset Management, pilotée depuis New York, et Lazard Frères Gestion, pilotée depuis Paris. Les deux sociétés gèrent chacune leurs propres fonds d'investissements et sont dirigées de manière indépendante. Lazard Frères Gestion a également pour caractéristique d'exercer une activité de banque privée : la réglementation française ne permettant pas aux sociétés de gestion d'héberger directement des comptes en banque, la clientèle privée est logée au sein d'une société-sœur, « Lazard Frères Banque », qui dispose d'une licence bancaire et remplit également pour Lazard Frères Gestion des services de back office. Lazard Frères Banque et Lazard Frères Gestion, qui travaillent donc sur une clientèle commune, sont regroupées au sein de la « Compagnie Financière Lazard Frères », qui chapeaute les deux entités. À fin 2023, Lazard Frères Gestion gère 40,3 milliards d'euros d'actifs pour le compte de clients institutionnels et privés.
Les activités de Lazard Frères Gestion et Lazard Frères Banque sont par ailleurs indépendantes de celles de la société « Lazard Frères SAS », quant à elle spécialisée dans le conseil financier aux entreprises et aux gouvernements (activité de banque d'affaires) : une muraille de Chine sépare réglementairement les activités d'investissement et les activités de conseil dans le secteur financier.

## Activités

### Gestion institutionnelle
Depuis sa création, la société gère en France une gamme de fonds d'investissement de type OPC. Ces OPC s'adressent principalement à une clientèle d'investisseurs institutionnels composée d'assureurs, de mutuelles et d'entreprises. Des distributeurs externes (banques de réseau et conseillers en gestion de patrimoine) peuvent également amener leurs clients à investir dans des fonds gérés par Lazard Frères Gestion.
La gamme de fonds de la société se compose principalement d'OPC investis en actions ou en obligations. Sur la partie « actions », la société gère par exemple des fonds investis en actions américaines, en actions européennes, en actions scandinaves ou encore en actions de petites et moyennes capitalisations,. Sur la partie « obligataire », la société gère notamment des fonds investis en obligations d'entreprises et en dettes financières. Certains fonds de la société sont investis à la fois en actions et en obligations (« gestion diversifiée »).
À partir de 2018, Lazard Frères Gestion fait évoluer ses méthodes d'investissement pour tenir compte de critères environnementaux, sociaux et de gouvernance (critères « ESG ») dans la construction du portefeuille de certains fonds. La société se développe ainsi dans le domaine de l'investissement socialement responsable (ISR). Le premier fonds à bénéficier du label ISR est le fonds « Lazard Equity SRI » en 2018, qui appliquait déjà une approche d'investissement inspirée de l'ISR depuis 2001. Plusieurs fonds reçoivent le même label par la suite, amenant la société à gérer un total de quatorze fonds « ISR » en 2022.

### Gestion privée
En parallèle de son activité de gestion institutionnelle, Lazard Frères Gestion exerce une activité de banque privée s'adressant à une clientèle haut de gamme. Les avoirs de cette clientèle sont notamment investis sur les marchés financiers à travers des mandats de gestion sur-mesure. Depuis 2024, la société lance un premier fonds de capital-investissement (private equity) destiné à ses clients privés. La société propose également à sa clientèle privée des services d'ingénierie patrimoniale. La banque privée compte environ 2 000 clients (chiffre de 2015).

## Organisation
La société est dirigée par un collège d'associés-gérants. Parmi eux se trouvent François-Marc Durand (président de la société), François de Saint-Pierre (directeur de la gestion privée), Sophie de Nadaillac (responsable du développement de la gestion privée et institutionnelle), Christophe Coquema (responsable des opérations depuis 2021), Éléonore Bunel (directrice de la gestion obligataire), Thomas Brenier (directeur de la gestion actions) et Julien-Pierre Nouen (directeur des études économiques et de la gestion diversifiée).
En France, le siège de Lazard Frères Gestion est situé au 25 rue de Courcelles à Paris et la société possède trois bureaux à Lyon, Bordeaux et Nantes,. En 2006, une succursale de Lazard Frères Gestion spécialisée dans la gestion privée est ouverte à Bruxelles sur l'avenue Louise, dirigée depuis 2011 par Rodolphe d'Ursel,. En 2021, Lazard Frères Gestion ouvre également une succursale de gestion privée au Luxembourg, dirigée par Julien Thibault-Liger.
Pour faire la promotion de ses fonds d'investissement à l'international (hors gestion privée), Lazard Frères Gestion bénéficie de l'appui des équipes de Lazard Fund Managers (LFM), entité juridique prenant en charge la distribution des fonds de Lazard Asset Management et de Lazard Frères Gestion dans plusieurs pays d'Europe continentale.

## Mécénat

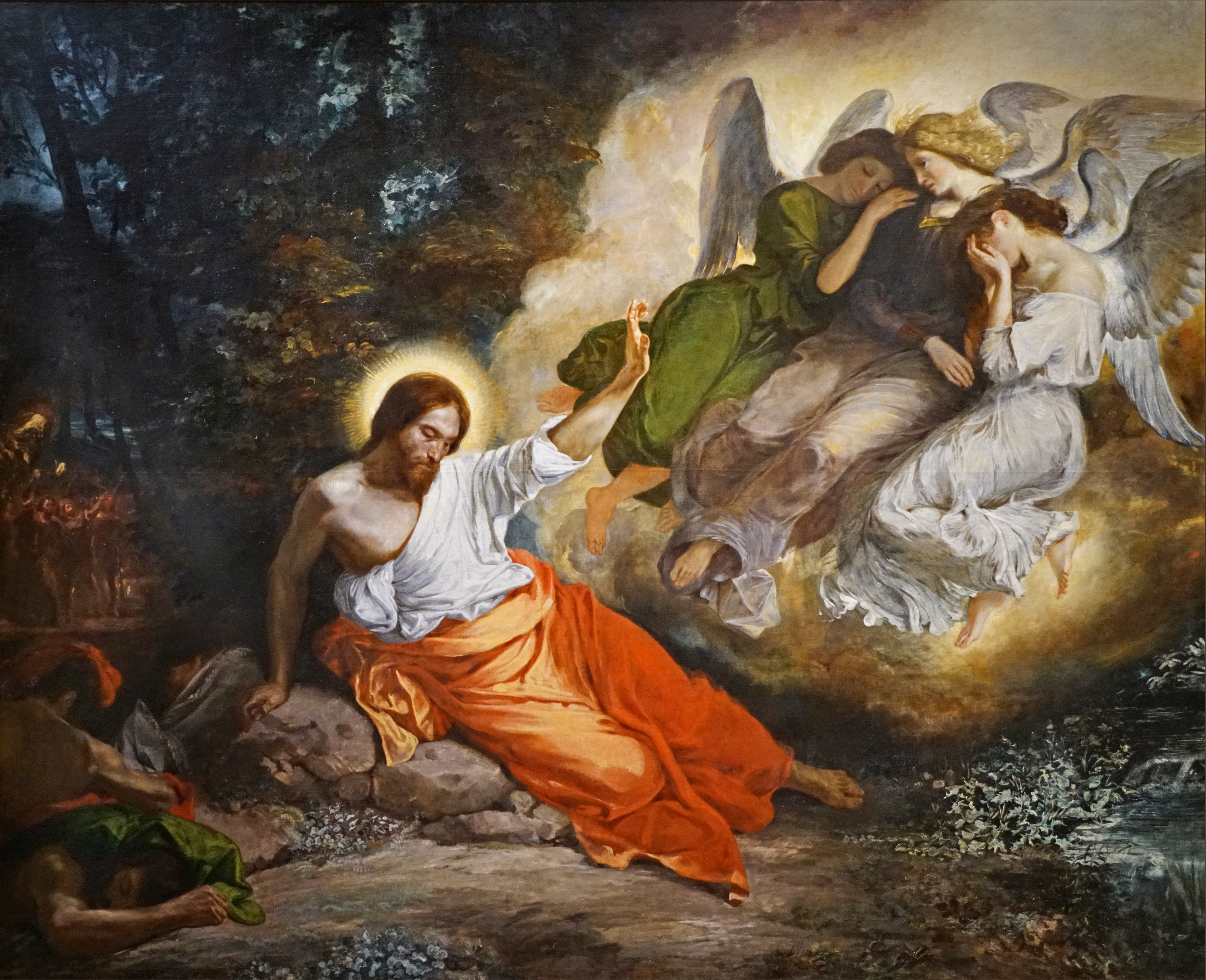
En 2017, Lazard Frères Gestion finance la restauration du Christ au jardin des Oliviers, tableau d'Eugène Delacroix.

La société s'illustre également depuis 2007 dans le domaine du mécénat en œuvrant principalement en faveur du patrimoine culturel et artistique.
Lazard Frères Gestion noue ainsi un partenariat avec la Fondation pour la sauvegarde de l'art français dans le but de sélectionner des œuvres d'art en péril nécessitant une attention particulière. Dans ce cadre, la société finance notamment en 2017 la restauration du Christ au jardin des Oliviers, tableau d'Eugène Delacroix qui bénéficie alors d'une exposition temporaire au musée du Louvre puis au Metropolitan Museum de New York. En 2019, la société finance également la restauration de l'Armoire de fer des Archives nationales françaises.
En 2020, la société lance une fondation consacrée à ses activités de mécénat. Prenant le nom de Fondation Lazard Frères Gestion, elle est hébergée à l'Institut de France,. La fondation a notamment pour but de financer la restauration de biens patrimoniaux et culturels (œuvres d'art notamment), mais également de promouvoir l'éducation et la recherche.